# Ер Форс (острво)

Острво Ер Форс (енгл. Air Force Island) је једно од острва у канадском арктичком архипелагу. Острво је у саставу Нунавута, канадске територије. 
Површина износи око 1720 km².
Острво је ненасељено и откривено тек 1948. из авиона Авро Ланкастер. Као признање канадском ратном ваздухопловству, које је вршило мапирање подручја, острво је добило име Ер Форс.